# جيم فوغارتي
جيم فوغارتي (بالإنجليزية: Jim Fogarty)‏ هو لاعب كرة قاعدة أمريكي، ولد في 12 فبراير 1864 في سان فرانسيسكو في الولايات المتحدة، وتوفي في 20 مايو 1891 في فيلادلفيا في الولايات المتحدة بسبب سل.

## وصلات خارجية
- جيم فوغارتي على موقعبيزبول رفرنس.كوم (الدوري الرئيسي) (الإنجليزية)